# Befähigungsausweis
Die Österreichische Jachtverordnung (JachtVO) beschreibt aktuell die Befähigungen und die Bedingungen.
Unterschieden wird:
- Befähigungsausweis Fahrbereich 1 – FA FB 1: Watt- oder Tagesfahrt
- Befähigungsausweis Fahrbereich 2 – FA FB 2: Küstenfahrt 20 Sm
- Befähigungsausweis Fahrbereich 3 – FA FB 3: Küstennahe Fahrt 200 Sm
- Befähigungsausweis Fahrbereich 4 – FA FB 4: Weltweite Fahrt

Befähigungsausweis FB2

Als österreichische Befähigungsausweise für das Führen von Jachten gelten die vom Yachtsportverband und des Österreichischen Segel-Verband und vom Motorbootsportverband für Österreich für verschiedene Fahrtbereiche ausgegebenen Patente. Die entsprechenden kleineren Führerscheine in Deutschland sind Sportbootführerscheine, in der Schweiz Schiffsführerausweise und im Vereinigten Königreich Yachtmaster.
Diese Befähigungsausweise/Patente gelten nicht auf Binnengewässern. Das entsprechende Patent für Seen, Flüsse und Wasserstraßen (z. B. auch die Donau) ist das Schiffsführerpatent.

## Fahrtbereiche
Befähigungsausweise werden nach Fahrtbereichen gestaffelt ausgestellt:
- Der Fahrtbereich 1 (FB 1) erstreckt sich bis zu 3 Seemeilen von der Küste,
- der Fahrtbereich 2 (FB 2) bis zu 20 Seemeilen und
- der Fahrtbereich 3 (FB 3) bis zu 200 Seemeilen von der Küste.
- Der Fahrtbereich 4 (FB 4) deckt den restlichen Bereich des Meeres ab.

Jeder Befähigungsausweis kann direkt erworben werden. Der Ausweis für den FB1 ist also nicht Voraussetzung für den FB2 usw.

## Befähigungsausweis für Tages- und Wattfahrt (Fahrtbereich 1)
Dieser Befähigungsausweis/Patent berechtigt zur selbständigen Führung von Jachten im Fahrtbereich 1 (FB1). Das umfasst die Fahrt in Küstennähe und auf geschützten Gewässern in einem Bereich von drei Seemeilen von der Küste entfernt (vom Festland oder Inseln).

### Voraussetzungen
- Mindestens 16 Jahre
- körperlich und geistig zur Führung einer Jacht geeignet
- Nachweis über die Unterweisung in lebensrettenden Sofortmaßnahmen (Autoführerschein wird anerkannt)
- Seemännische Praxis
  - 50 Seemeilen (insbesondere als Wachführer)
  - Praxis gilt erst ab dem 14. Lebensjahr
  - Mindestens eine Nachtansteuerung

### Theoretische Prüfung
Die theoretische Prüfung besteht aus einem schriftlichen Multiple-Choice-Test sowie einer Kartenarbeit.

### Praktische Prüfung
Die praktische Prüfung kann auf einem Binnengewässer erfolgen. Die Prüfung für den Befähigungsausweis Fahrtbereich 1 ist daher die einzige, die vollständig in Österreich abgelegt werden kann. Die Mindestlänge des Bootes bei der Prüfung muss 5 m betragen.
Wer bereits über ein Schiffsführerpatent Donau verfügt, muss keine praktische Prüfung mehr absolvieren. Für Personen, die sowohl den Schein für Binnengewässer als auch jenen für Tages- und Wattfahrt erwerben wollen, empfiehlt es sich daher, zuerst die Binnenprüfung abzulegen.

## Befähigungsausweis für Küstenfahrt (Fahrtbereich 2)
Der Befähigungsausweis/Patent für Küstenfahrt berechtigt zur selbstständigen Führung von Jachten im Fahrtbereich 2: das ist der Bereich von 20 Seemeilen, gemessen von der Küste. Damit sind Fahrten zwischen nahegelegenen Häfen entlang der Küste möglich.

### Voraussetzungen
- Lebensalter: Mindestens 18 Jahre
- Körperliche und geistige Eignung zur Führung einer Jacht
- Unterweisung in lebensrettenden Sofortmaßnahmen
- Nautische und technische Kenntnisse (seemännische Praxis)
- Seefahrtserfahrung zur Führung
- Führerschein oder Patente als Grundlage von anderen EU-Staaten werden anerkannt.
  - 500 Seemeilen insbesondere als Schiffsführer oder Wachführer
  - Mindestalter bei der Seefahrtserfahrung: 14 Jahre
  - Mindestens drei Nachtfahrten und drei Nachtansteuerungen

### Fragenarbeit in der theoretischen Prüfung
Die Fragen der theoretischen Prüfung sind im Multiple-Choice-System gestellt. Dieser Teil der Prüfung kann am PC durchgeführt werden.
Es werden 120 Fragen gestellt, von denen 80 korrekt beantwortet werden müssen. Dafür stehen 150 Minuten zur Verfügung.
Inhaber des Segelführerscheines A müssen den 60 Fragen umfassenden Basisstoff nicht beantworten. Sie müssen von 60 Fragen 40 korrekt beantworten. Die Prüfungszeit beträgt 90 Minuten.
Die Fragen umfassen folgende Lernziele:
- Jachtbedienung und Jachtführung
- Bootstechnik und Bootsbau
- Navigation
- Seerecht, Gesetzeskunde
- Wetter
- Sicherheit und Notfälle
- Funk

### Kartenarbeit in der theoretischen Prüfung
Die Kartenarbeit umfasst 20 bis 25 Fragen, von denen zwei Drittel korrekt beantwortet werden müssen. Dafür stehen 120 Minuten zur Verfügung.
Die Fragen bei der Kartenarbeit decken die folgenden Lernziele ab:
- Kompass
- Fahrt und Geschwindigkeit
- Zeiten
- Grundaufgaben in der Seekarte
- Kurse
- Standlinien
- Standorte
- Gezeitenberechnung

### Erleichterungen bei der theoretischen Prüfung
Die Theorieprüfung wird vollständig erlassen, wenn der Kandidat zuvor die theoretische Prüfung für den Fahrtbereich 3 oder 4 bestanden hat. Die Frist für die praktische Prüfung muss dennoch eingehalten werden.

### Praktische Prüfung
Mit der praktischen Prüfung wird geprüft, ob der Kandidat eine Jacht auf See, im Küstenbereich und im Hafen sicher führen und manövrieren kann. Ein Teil der Prüfung wird bei Nacht durchgeführt. Pro Kandidat soll die Prüfungszeit sechs Stunden nicht wesentlich überschreiten.
Die Praxisprüfung muss innerhalb von 24 Monaten nach der theoretischen Prüfung abgeschlossen werden.

## Befähigungsausweis für Küstennahe Fahrt (Fahrtbereich 3)

Befähigungsausweis FB3

Der Befähigungsausweis/Patent für Küstennahe Fahrt berechtigt zur selbstständigen Führung von Jachten im Fahrtbereich 3: das ist der Bereich von 200 Seemeilen, gemessen von der Küste. Damit sind Fahrten in küstennahen Gewässer wie dem Mittelmeer, dem Schwarzen Meer und der Ostsee möglich.

### Voraussetzungen
- Lebensalter: Mindestens 18 Jahre
- Körperliche und geistige Eignung zur Führung einer Jacht
- Unterweisung in lebensrettenden Sofortmaßnahmen
- Nautische und technische Kenntnisse (seemännische Praxis)
- Seefahrtserfahrung zur Führung
- Führerschein oder Patente als Grundlage von anderen EU-Staaten werden anerkannt.
- Funkzeugnis
  - 1000 Seemeilen insbesondere als Schiffsführer oder Wachführer
  - davon 100 Seemeilen außerhalb des Fahrtbereiches 2 in zwei verschiedenen Revieren (nicht bei MSVÖ)
  - Mindestens 250 Seemeilen als Schiffsführer
  - Mindestalter bei der Seefahrtserfahrung: 14 Jahre
  - Mindestens 30 Bordtage
  - Mindestens fünf Nachtfahrten (nicht bei MSVÖ)
  - Mindestlänge der Jacht 7 m  (nicht bei MSVÖ)

### Fragenarbeit in der theoretischen Prüfung
Es werden 140 Fragen gestellt, von denen 93 korrekt beantwortet werden müssen. Dafür stehen 180 Minuten zur Verfügung.
Inhaber des Segelführerscheines A müssen den 60 Fragen umfassenden Basisstoff nicht beantworten. Sie müssen von 80 Fragen 53 korrekt beantworten. Die Prüfungszeit beträgt 120 Minuten.
Die Lernziele sind die gleichen wie beim Fahrtbereich 2.

### Kartenarbeit in der theoretischen Prüfung
Die Kartenarbeit umfasst 25 bis 30 Fragen, von denen zwei Drittel korrekt beantwortet werden müssen. Dafür stehen 180 Minuten zur Verfügung.
Die Lernziele sind die gleichen wie beim Fahrtbereich 2.

### Erleichterungen bei der theoretischen Prüfung
Die Theorieprüfung wird vollständig erlassen, wenn der Kandidat zuvor die theoretische Prüfung für den Fahrtbereich 4 bestanden hat. Die Frist für die praktische Prüfung muss dennoch eingehalten werden.

### Praktische Prüfung
Mit der praktischen Prüfung wird geprüft, ob der Kandidat eine Jacht auf See, im Küstenbereich und im Hafen sicher führen und manövrieren kann. Ein Teil der Prüfung wird bei Nacht durchgeführt. Pro Kandidat soll die Prüfungszeit acht Stunden nicht wesentlich überschreiten.
Die Praxisprüfung muss innerhalb von 24 Monaten nach der theoretischen Prüfung abgeschlossen werden.

## Befähigungsausweis für Weltweite Fahrt (Fahrtbereich 4)

Befähigungsausweis FB4

Der Befähigungsausweis für Weltweite Fahrt berechtigt zur selbstständigen Führung von Jachten im Fahrtbereich 4: Das ist der Bereich, der über 200 Seemeilen, gemessen von der Küste, hinausgeht.

### Voraussetzungen
- Lebensalter: Mindestens 18 Jahre
- Körperliche und geistige Eignung zur Führung einer Jacht
- Unterweisung in lebensrettenden Sofortmaßnahmen
- Nautische und technische Kenntnisse (seemännische Praxis)
- Seefahrtserfahrung zur Führung
- Führerschein oder Patente als Grundlage von anderen EU-Staaten werden anerkannt.
- Funkzeugnis
  - 3500 Seemeilen im Fahrtbereich 2 insbesondere als Schiffsführer oder Wachführer
  - davon 200 Seemeilen außerhalb des Fahrtbereiches 2 in zwei verschiedenen Revieren (nicht MSVÖ)
  - weitere 200 Seemeilen außerhalb des Fahrtbereiches 3 in einem dritten Revier (nicht MSVÖ)
  - Mindestens 1000 Seemeilen als Schiffsführer
  - Mindestalter bei der Seefahrtserfahrung: 14 Jahre
  - Mindestens 70 Bordtage
  - Mindestens zehn Nachtfahrten (nicht MSVÖ)
  - Mindestlänge der Jacht 8 m (nicht MSVÖ)

### Fragenarbeit in der theoretischen Prüfung
Es werden 160 Fragen gestellt, von denen 107 korrekt beantwortet werden müssen. Dafür stehen 210 Minuten zur Verfügung.
Inhaber des Segelführerscheines A müssen den 60 Fragen umfassenden Basisstoff nicht beantworten. Sie müssen von 100 Fragen 67 korrekt beantworten. Die Prüfungszeit beträgt 150 Minuten.
Die Lernziele sind die gleichen wie beim Fahrtbereich 2.

### Kartenarbeit in der theoretischen Prüfung
Die Kartenarbeit umfasst 35 bis 40 Fragen, von denen zwei Drittel korrekt beantwortet werden müssen. Dafür stehen 300 Minuten zur Verfügung.
Zusätzlich zu den Lernziele des Fahrtbereichs 2 werden zusätzlich noch Großkreisnavigation und astronomische Navigation geprüft.

### Praktische Prüfung
Mit der praktischen Prüfung wird geprüft, ob der Kandidat eine Jacht auf See, im Küstenbereich und im Hafen sicher führen und manövrieren kann. Ein Teil der Prüfung wird bei Nacht durchgeführt. Pro Kandidat soll die Prüfungszeit zwölf Stunden nicht wesentlich überschreiten. Zumindest die halbe Prüfung wird außer Landsicht durchgeführt.
Die Praxisprüfung muss innerhalb von 24 Monaten nach der theoretischen Prüfung abgeschlossen werden.

## Internationales Zertifikat (ICC)

International Certificate of Competence

Auf Antrag kann ein Internationales Zertifikat für Führer von Sportfahrzeugen (International Certificate for Operators of Pleasure Craft) zusätzlich oder anstelle des Befähigungsausweis ausgestellt werden. Das Internationale Zertifikat wird vom YSVÖ oder ÖSV oder vom MSVÖ ausgestellt und vom Bundesministerium für Verkehr, Innovation und Technologie bestätigt. Der Bewerber muss dazu kein österreichischer Staatsbürger sein und das Patent ist International anerkannt.
Es gibt keine EU-Verwaltungsvorschriften oder international bindende Vorschriften zu notwendigen Führerscheinen auf Sportbooten. Die Zuständigkeit liegt bei den einzelnen Staaten. In der Regel erkennen die Staaten die amtlich anerkannten Jachtführerscheine und Patente zum Führen von privat genutzten Jachten gegenseitig an. Da Österreich selbst keine Meeresküsten hat, sind österreichische Staatsbürger nicht zum Erwerb von Befähigungsausweisen verpflichtet. Die Befähigungsausweise des Österreichischen Segelverbands OeSV und des Motorbootsportverbands MSVÖ werden zumindest in den Mittelmeeranrainerstaaten als gleichwertig zu lokalen, verpflichteten Führerscheinen anerkannt. Die Vereinten Nationen haben in der Resolution No. 40 das Internationale Zertifikat definiert und dessen Anerkennung empfohlen.